# MicroWiki
MicroWiki — це безкоштовна онлайн-енциклопедія про мікронації, запущена у 2005 році. Відтоді вона стала основним способом, за допомогою якого користувачі Інтернету документують мікронаціональні питання, оскільки більшість з них не відповідають вимогам Вікіпедії щодо значущості. Вона підтримується добровольцями за допомогою того ж програмного забезпечення MediaWiki, що і Вікіпедія. MicroWiki описує себе як «найбільшу енциклопедію про мікронації».
Станом на грудень 2020 року у MicroWiki налічується понад 115 000 сторінок. Польський автор Мацей Грженкович назвав MicroWiki «Вікіпедією, присвяченою мікронаціям», а видання The Independent зауважило, що енциклопедія є ґрунтовним ресурсом, з кількома статтями про мікронації, які є довшими, ніж статті про реальні нації у Вікіпедії.
MicroWiki використовує ліцензію Creative Commons Attribution ShareAlike для свого контенту. Статті можуть стосуватися окремих осіб, мікронацій, урядових відомств або інших тем, пов'язаних з мікронаціями. На сайті є форуми повідомлень, присвячені дискусіям, пов'язаним з мікронаціями, у додатку для обміну повідомленнями Discord.
Хейворд і Хаміс стверджували в академічному журналі Shima, що багато з мікронацій, представлених на вікі, насправді були віртуальними утвореннями, які існували майже виключно як списки в енциклопедії. Вони стверджували, що деякі користувачі ставилися до сайту як до «фентезійного ігрового сервісу», де «гравці» могли взаємодіяти з іншими «віртуальними мікронаціями», зазначаючи при цьому, що це не є метою MicroWiki, яку пропагує її адміністрація. У книзі «Мікронації і пошук суверенітету», виданій видавництвом Кембриджського університету, MicroWiki кілька разів згадується як онлайн-спільнота для онлайн-мікронацій.